# Trampa social
Trampa social es una expresión utilizada en psicología para describir una situación en la que un individuo o varios de un grupo actúan para obtener un beneficio individual a corto plazo pero, a la larga lleva a la comunidad a pérdidas en su conjunto.

## Ejemplos
Ejemplos de trampa social son la sobrepesca de especies piscícolas por pescadores amateurs o la destrucción de la selva amazónica por intereses agrícolas, pero también la aceptación de un salario por debajo de la media para conseguir un trabajo, el sobrepastoreo, etcétera.